# 大乃花武虎
大乃花 武虎（おおのはな たけとら、1958年6月23日 - ）は、山梨県東八代郡八代町（現・笛吹市）出身で大鵬部屋に所属した元大相撲力士。本名は大野 久好（おおの ひさよし）。身長189cm、体重148kg。得意手は右四つ、上手投げ。最高位は西前頭13枚目（1988年3月場所）。
兄・喜夫（よしお、1956年9月生まれ）は、高砂部屋の元三段目力士・八代錦（やしろにしき、初土俵：1972年7月、引退：1978年9月）。妻は、部屋の兄弟子・翔鵬（しょうほう、最高位・十両11枚目）の妹。

## 来歴
八代中学校では野球部で活躍したが、相撲にも興味を持ち、山梨県大会で2位の成績を残している。中学2年生の時、大鵬親方に直接入門を志願し、上京。八代中学校から深川第二中学校に転校した。凡そ1年の養成期間を経て大鵬部屋に入門し、1974年3月場所で初土俵。当初の四股名は、「鵬龍」であった（その後、「大野」から「大ノ花」、更に「大乃花」と改名している）。
幕下までは順調に出世したが、怪我が多く、その後の出世は遅れた。1983年7月場所で十両昇進を果たすも、暫くは十両と幕下との往復を続け、十両に定着しても今度は番付運の悪さで入幕のチャンスを逃し続けた（特に不運だったのは1988年1月場所で、前場所、西十両筆頭で3点勝ち越しながら入幕を見送られている）。漸く新入幕を果たしたのは1988年3月場所での事で、初土俵から丸14年、84場所を要した。
柔らかみのある体格で、右四つからの寄り、上手投げを得意とした。しかし、立合いから叩く癖があり墓穴を掘る場合が多く、5勝10敗と大きく負け越して幕内はこの1場所だけに終わった。
その後はずっと十両に在ったが、東十両11枚目の地位で迎えた1990年9月場所では3勝12敗と大敗を喫し、幕下陥落が避けられない状況となったため同場所限りで現役を引退した。
引退後は兄の縁と、同郷であった高砂親方（元小結・富士錦）の計らいにより、高砂一門から年寄名跡・佐ノ山（後、同・尾上）を取得し、大鵬部屋付きの親方として相撲協会に残ったが、元小結・濱ノ嶋に尾上の名跡を譲り渡し2001年4月に退職した。

## 主な戦績
- 現役在位：99場所
- 通算成績：483勝428敗30休 勝率.530
- 幕内在位：1場所
- 幕内成績：5勝10敗 勝率.333
- 各段優勝：十両2回（1987年5月場所・同年9月場所）、幕下1回（1983年9月場所）

### 場所別成績
| | 一月場所 初場所（東京） | 三月場所 春場所（大阪） | 五月場所 夏場所（東京） | 七月場所 名古屋場所（愛知） | 九月場所 秋場所（東京）  | 十一月場所 九州場所（福岡） |
| --- | ----------------------- | ----------------------- | ----------------------- | --------------------------- | ------------------------ | --------------------------- |
| 1974年 （昭和49年） | x                       | （前相撲）              | 西序ノ口3枚目 6–1       | 西序二段50枚目 5–2          | 西序二段10枚目 3–4       | 東序二段21枚目 0–1–6        |
| 1975年 （昭和50年） | 東序二段68枚目 6–1      | 東序二段19枚目 3–4      | 西序二段32枚目 5–2      | 西三段目80枚目 4–3          | 東三段目66枚目 3–4       | 東三段目78枚目 2–5          |
| 1976年 （昭和51年） | 西序二段22枚目 5–2      | 東三段目71枚目 4–3      | 東三段目56枚目 4–3      | 西三段目44枚目 5–2          | 東三段目17枚目 3–4       | 西三段目28枚目 3–4          |
| 1977年 （昭和52年） | 東三段目40枚目 3–4      | 東三段目50枚目 4–3      | 東三段目38枚目 4–3      | 東三段目22枚目 5–2          | 東幕下59枚目 5–2         | 東幕下41枚目 1–6            |
| 1978年 （昭和53年） | 東三段目6枚目 5–2       | 西幕下39枚目 4–3        | 西幕下30枚目 4–3        | 東幕下22枚目 2–5            | 西幕下47枚目 5–2         | 東幕下26枚目 3–4            |
| 1979年 （昭和54年） | 西幕下36枚目 3–4        | 東幕下45枚目 0–3–4      | 西三段目28枚目 6–1      | 東幕下47枚目 4–3            | 西幕下35枚目 5–2         | 東幕下21枚目 5–2            |
| 1980年 （昭和55年） | 東幕下11枚目 4–3        | 東幕下9枚目 3–4         | 西幕下16枚目 1–6        | 西幕下39枚目 5–2            | 西幕下21枚目 5–2         | 東幕下10枚目 3–4            |
| 1981年 （昭和56年） | 西幕下16枚目 0–1–6      | 西幕下43枚目 3–4        | 東幕下53枚目 6–1        | 東幕下23枚目 4–3            | 東幕下19枚目 5–2         | 東幕下7枚目 2–5             |
| 1982年 （昭和57年） | 西幕下23枚目 5–2        | 東幕下12枚目 5–2        | 東幕下5枚目 3–4         | 西幕下9枚目 5–2             | 東幕下3枚目 3–4          | 東幕下10枚目 2–5            |
| 1983年 （昭和58年） | 東幕下21枚目 4–3        | 東幕下17枚目 6–1        | 西幕下3枚目 6–1         | 西十両11枚目 4–11           | 東幕下8枚目 優勝 6–1     | 西幕下筆頭 5–2              |
| 1984年 （昭和59年） | 東十両9枚目 2–3–10      | 東幕下8枚目 3–4         | 東幕下17枚目 4–3        | 西幕下10枚目 5–2            | 東幕下4枚目 3–4          | 東幕下8枚目 4–3             |
| 1985年 （昭和60年） | 西幕下4枚目 6–1         | 西十両11枚目 5–10       | 東幕下5枚目 4–3         | 東幕下3枚目 4–3             | 西十両13枚目 8–7         | 西十両10枚目 6–9            |
| 1986年 （昭和61年） | 西十両13枚目 10–5       | 西十両5枚目 8–7         | 西十両2枚目 6–9         | 西十両5枚目 7–8             | 西十両6枚目 2–9–4        | 東幕下7枚目 5–2             |
| 1987年 （昭和62年） | 東幕下2枚目 4–3         | 東幕下筆頭 4–3          | 西十両11枚目 優勝 11–4  | 東十両6枚目 7–8             | 西十両9枚目 優勝 13–2    | 西十両筆頭 9–6              |
| 1988年 （昭和63年） | 東十両筆頭 8–7          | 西前頭13枚目 5–10       | 東十両4枚目 6–9         | 東十両9枚目 8–7             | 東十両8枚目 9–6          | 東十両3枚目 4–11            |
| 1989年 （平成元年） | 西十両11枚目 9–6        | 東十両8枚目 7–8         | 西十両10枚目 8–7        | 東十両9枚目 8–7             | 東十両8枚目 8–7          | 西十両7枚目 6–9             |
| 1990年 （平成2年） | 東十両12枚目 7–8        | 東十両13枚目 9–6        | 東十両8枚目 8–7         | 東十両6枚目 6–9             | 東十両11枚目 引退 3–12–0 | x                           |
| 各欄の数字は、「勝ち-負け-休場」を示す。 優勝 引退 休場 十両 幕下 三賞：敢=敢闘賞、殊=殊勲賞、技=技能賞 その他：★=金星 番付階級：幕内 - 十両 - 幕下 - 三段目 - 序二段 - 序ノ口 幕内序列：横綱 - 大関 - 関脇 - 小結 - 前頭（「#数字」は各位内の序列） |                         |                         |                         |                             |                          |                             |

### 幕内対戦成績
| 力士名   | 勝数 | 負数 | 力士名   | 勝数 | 負数 | 力士名 | 勝数 | 負数 | 力士名 | 勝数 | 負数 |
| -------- | ---- | ---- | -------- | ---- | ---- | ------ | ---- | ---- | ------ | ---- | ---- |
| 麒麟児   | 1    | 0    | 佐田の海 | 1    | 0    | 陣岳   | 0    | 1    | 大徹   | 0    | 1    |
| 多賀竜   | 1    | 0    | 闘竜     | 0    | 1    | 南海龍 | 0    | 1    | 花ノ国 | 0    | 1    |
| 富士乃真 | 0    | 1    | 水戸泉   | 0    | 1    |        |      |      |        |      |      |

## 改名歴
- 鵬龍 久好（ほうりゅう ひさよし）1974年5月場所-1982年1月場所
- 大野 久好（おおの -）1982年3月場所-1983年5月場所
- 大ノ花 久好（おおのはな -）1983年7月場所-1984年9月場所
- 大乃花 武虎（- たけとら）1984年11月場所-1990年9月場所

## 年寄変遷
- 佐ノ山 久好（さのやま ひさよし）1990年9月-1994年3月
- 尾上 久好（おのうえ -）1994年3月-1997年1月
- 尾上 真教（- まさよし）1997年1月-1999年11月
- 尾上 久好（- ひさよし）1999年11月-2001年4月